# Квинта (интервал)
Квинта (от латински – quinta – пета) е музикален интервал, при който отстоянието между два тона в рамките на диатоничната тоналност е пет степени.
Квинтата може да бъде чиста (три тона и половина), умалена или увеличена с полутон. При акорда може да се възприеме като обращение на квартата.
Върху квинтовия тон на тоналността се строят най-важните (след тониката) акорди – доминантния акорд и доминантния септакорд като единствено при тях участва т. нар чувствителен тон.
Квинтата наред с квартата е в основата на цикличността на музикалните тоналности.
Класическата теория на музиката не допуска използването на паралелни квинти при композицията, въпреки че от времето на Лудвиг ван Бетовен изключенията от това правило са многобройни.